# Notiophygus ducentisimus
Notiophygus ducentisimus is een keversoort uit de familie Discolomatidae. De wetenschappelijke naam van de soort is voor het eerst geldig gepubliceerd in 1966 door John.